# Teorema del punt fix de Brouwer
El  teorema del punt fix de Brouwer , el nom es deu al matemàtic holandès Luitzen Egbertus Jan Brouwer, és un dels principals teoremes de punt fix en les matemàtiques. El seu enunciat és el següent:
| Sigui {\displaystyle A\subseteq \mathbb {R} ^{n}} un conjunt homeomorf a {\displaystyle {\bar {B}}(0,1)} (la bola unitària tancada). Sigui {\displaystyle F:A\rightarrow A} un funció contínua. Llavors {\displaystyle F} admet un punt fix, és a dir, {\displaystyle \exists x\in A} tal que {\displaystyle F(x)=x.\,} |

Hi ha diverses demostracions per aquest teorema, per exemple ocupant teoria del grau de Brouwer. En general es prova per la bola unitària, i després per Homeomorfisme és fàcil concloure el cas general.
Una observació important és que el teorema no és cert en dimensió infinita.
El teorema té diverses aplicacions interessants, per exemple per l'existència de solucions en algunes equacions diferencials ordinàries, com també implica que un got amb algun líquid, sense importar que tant s'hagi batut, al final sempre hi haurà algun punt del líquid que quedi en el mateix lloc que on va partir. Amb el teorema també es conclou que no existeix retracció de la bola unitària en la seva frontera, és a dir, no existeix {\displaystyle g:{\bar {B}}(0,1)\rightarrow \partial B(0,1)} contínua i tal que la restricció a la frontera sigui la identitat.

## Història
El teorema del punt fix de Brouwer va ser un dels primers èxits de la topologia algebraica i és la base d'altres teoremes del punt fix més generals que son importants en l'anàlisi funcional. El cas de {\displaystyle n=3} va ser demostrat per primera vegada per Piers Bohl el 1904 (publicat al Journal für die reine und angewandte Mathematik). Més tard va ser demostrat per L. E. J. Brouwer el 1909. Jacques Hadamard va demostrar el cas general el 1910, i Brouwer va trobar una demostració diferent el mateix any. Com que aquestes primeres demostracions eren totes indirectes i no constructives, eren contràries als ideals constructivistes de Brouwer. Encara que l'existència d'un punt fix no és constructiva en el sentit del constructivisme en matemàtiques, ara es coneixen els mètodes d'aproximació dels punts fixos garantits pel teorema de Brouwer.